# Маріанна (фільм)
«Маріанна» — радянський художній фільм 1967 року про працю радянської розвідниці в німецькому тилу. Дебютний фільм режисера Василя Паскару. У 1970 році ним же було знято продовження фільму — «Ризик». Фільм знятий за автобіографічною повістю радянської розвідниці Парасковії Дідик «В тилу ворога». Один з лідерів радянського кінопрокату 1967 року, фільм посів 12 рядок, його подивилися 29 100 000 глядачів.

## Сюжет
Фронтовій розвідці поставлено завдання виявити німецький аеродром. Авіарозвідка результатів не дала. Для проведення наземної розвідки в тил до німців закидаються розвідник капітан Бойков і радистка Маріанна. Але при невдалому приземленні з парашутом Бойков гине, і дівчина стає єдиною людиною, яка може добути секретні відомості. Пробравшись в окуповане місто, Маріанна влаштовується служницею у німецького офіцера. Вийшовши на зв'язкового під псевдонімом «Тополя» — радянського розвідника, який переховується під виглядом поліцая, вона отримує від нього дані про місце розташування аеродрому. Але при передачі відомостей в Центр її радіопередавач пеленгують фашисти. Під час арешту гестапівці влаштовують Маріанні перевірку, і з провокаційною метою навчають її працювати на передавачі. Вибравши момент, Маріанна відкритим текстом передає в ефір радіограму з координатами ворожого аеродрому…

## У ролях
- Ірина Терещенко —  Маріанна Петренко, радистка, агент «0555» — прототип: старшина Парасковія Дідик
- Грігоре Грігоріу —  Микола Гриценко, «Тополя», поліцай
- Тину Аав —  Людвіг, німецький офіцер
- Сергій Лункевіч —  Ернст, майор, німецький офіцер
- Віктор Чутак —  дядько Петя, зв'язковий
- Михайло Бадікяну —  Міхай
- Валерій Малишев —  обхідник шляхів
- Юрій Дедович —  капітан Бойков
- Валентина Зімняя —  Дуня, господиня, у якої оселилася Маріанна
- Вадим Вільський —  німецький офіцер
- Лаврентій Масоха —  радянський генерал
- Ігор Бєзяєв —  полковник держбезпеки
- Володимир Богату —  льотчик
- Ігор Кулешов —  офіцер штабу
- Микола Заплітний —  німецький офіцер
- Думітру Маржине —  поліцай

## Знімальна група
- Режисер — Василь Паскару
- Сценаристи — Парасковія Дідик, Григорій Мунтяну
- Оператор — Леонід Проскуров
- Композитор — Василь Загорський
- Художники — Антон Матер, Василь Коврига